# جنگل پولو
جنگل پولو (به انگلیسی: Polo Forest) یک جنگل در هند است که در Vijaynagar (Sabarkantha) Taluka واقع شده‌است.